# Physische Intervention
Eine physische Intervention ist ein Begriff aus der Wirtschaft, der an der Börse verwendet wird. Er bedeutet, dass ein direkter oder indirekter Marktteilnehmer in den Handel eingreift und durch massive Käufe oder Verkäufe ein Preisniveau (oder mehrere) beeinflusst. 
Eine Alternative zur physischen Intervention kann die Verbalintervention sein. Sie versucht Kurse nur mit Worten zu beeinflussen. Das setzt voraus, dass ein Markt die Worte des Intervenierenden hört und ihnen Gewicht beimisst. 
Eine physische Aktion funktioniert am besten, wenn sie den Markt überrascht (sonst gibt es nämlich Marktteilnehmer, die auf das Eingreifen spekulieren: „Ich rechne damit, dass morgen Zentralbank XY massiv Dollar kauft – also wird der Dollarkurs steigen – also kaufe ich heute Dollar und verkaufe sie morgen wieder zu einem teureren Preis“). 
Zentralbanken versuchen immer wieder über physische Interventionen Währungsspekulationen zu beeinflussen. 
Auch beim Warenterminhandel gibt es physische Interventionen. 
Manchmal kaufen börsennotierte Unternehmen ihre Aktien zurück, um damit den Kurs ihrer Aktie zu stützen.

## Wirkung
Die Wirkung der physischen Intervention ist höchst umstritten – insbesondere wenn Zentralbanken zu dem Mittel greifen. In der Regel haben sie nur sehr kurzfristige Wirkungen, die vom Markt schnell wieder ausgeglichen werden. Kritiker werfen den Zentralbanken häufig vor, am Markt mit Steuergeldern zu "zocken".